# جائزة الفنان الصغير
جائزة الفنان الصغير (بالإنجليزية: Young Artist Award)‏ هي جائزة أمريكية تمنح من قبل جمعية الفنان الشاب، وهي منظمة غير ربحية تأسست في عام 1978 لتكريم التميز في أداء الشباب، وتوفير منح دراسية للفنانين الشباب الذين قد يكونون وضع جسدي و/أو مالي صعب.

## روابط خارجية
- جائزة الفنان الصغير على موقع IMDb (الإنجليزية)